# Pjotr Kiriakov

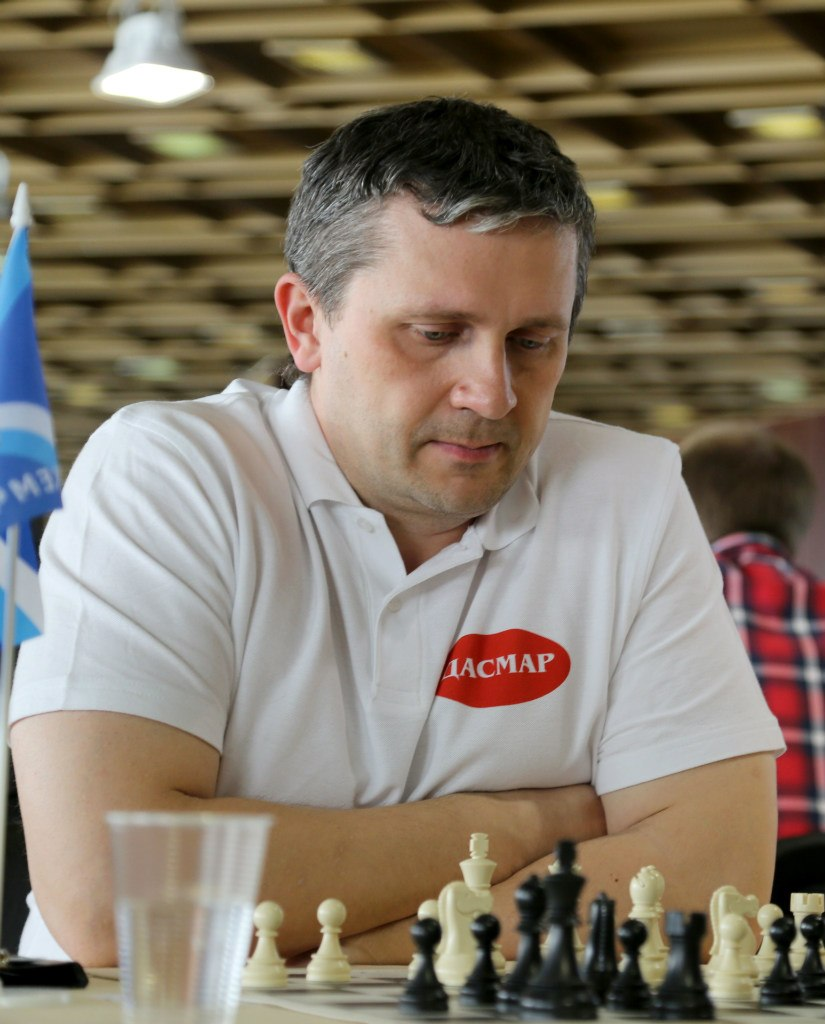
Pjotr Kiriakov

Pjotr Petrovitsj Kiriakov (Russisch: Рётр Петрович Кириаков, (Krasnojarsk, 11 januari 1975) is een Russische schaker. In 1994 werd hij Internationaal Meester (IM) en in 1998 grootmeester (GM). Van 1990 tot 1992 was hij een student aan de Dvoretski-Joesoepov schaakschool en hij geeft nu schaaklessen via internet. Op verzoek analyseert hij ook partijen. 
In 1989 en in 1990 was hij Russisch kampioen bij de junioren, in de categorie tot 15 jaar. In 1993 was hij Russisch kampioen bij de junioren, in de categorie tot 20 jaar. 
In september 2002 speelde hij twee partijen tegen schaakprogramma "Deep Shredder 6", het programma won in 48 zetten de eerste partij, Kiriakov de tweede.
In het toernooi San Salvador open 2004 dat gewonnen werd door Viktor Mikhalevsky uit Israël eindigde hij op de vijfde plaats. Op 11 en 12 juni 2004 speelde hij een match over twee partijen tegen de schaakcomputer "Deep Shredder 8", beide partijen eindigden in een remise.
Van 25 september t/m 3 oktober 2004 vond op Isle of Man het 13e Monarch Assurance toernooi plaats dat met 7 pt. uit 9 gewonnen werd door Ehsan Ghaem Maghami uit Iran. Pjotr Kiriakov eindigde met eveneens 7 punten op de tweede plaats.
In augustus 2019 nam hij deel aan het Abu Dhabi Chess Festival, waar hij eindigde met 5 pt. uit 9.